# Aislinn Konig
Aislinn „Ace” Konig (ur. 20 maja 1998 w Vancouver) – kanadyjsko-austriacka koszykarka, występująca na pozycji rzucającej, reprezentantka Kanady.
Jej rodzice to Frank Konig (trener koszykówki) i Tanya Johnson. Młodsza siostra Mackendra jest także koszykarką.

## Osiągnięcia
Stan na 5 maja 2025, na podstawie, o ile nie zaznaczono inaczej.

### NCAA
- Uczestniczka rozgrywek:
  - Sweet 16 turnieju NCAA (2018, 2019)
- Mistrzyni turnieju konferencji Atlantic Coast (2020)
  - II rundy turnieju NCAA (2017–2019)
- Zawodniczka Roku ACC (2020)
- MVP turnieju ACC (2020)
- Zaliczona do:
  - I składu turnieju ACC (2020)
  - II składu ACC (2020)
  - składu:
    - honorable mention All-ACC (2020 przez pane Blue Ribbon
    - ACC Academic Honor Roll (2019)
    - All-ACC Academic (2019)
    - ACC Honor Roll (2017)
- Debiutantka tygodnia ACC (19.12.2016)

### Drużynowe
- Mistrzyni Szwajcarii (2022)
- Wicemistrzyni Belgii (2021)
- Uczestniczka rozgrywek Eurocup (2020–2023)

### Reprezentacja
Seniorska
- Brązowa medalistka mistrzostw Ameryki (2023)
- Uczestniczka:
  - mistrzostw:
    - świata (2022 – 4. miejsce)
    - Ameryki (2021 – 4. miejsce, 2023)

  - igrzysk panamerykańskich (2019 – 6. miejsce)
  - kwalifikacji do:
    - igrzysk olimpijskich (2023/2024)
    - mistrzostw świata (2022)

Młodzieżowe
- Wicemistrzyni mistrzostw Ameryki:
  - U–18 (2016)
  - U–16 (2013)
- Brązowa medalistka mistrzostw świata U–19 (2017)